# Sobralinho

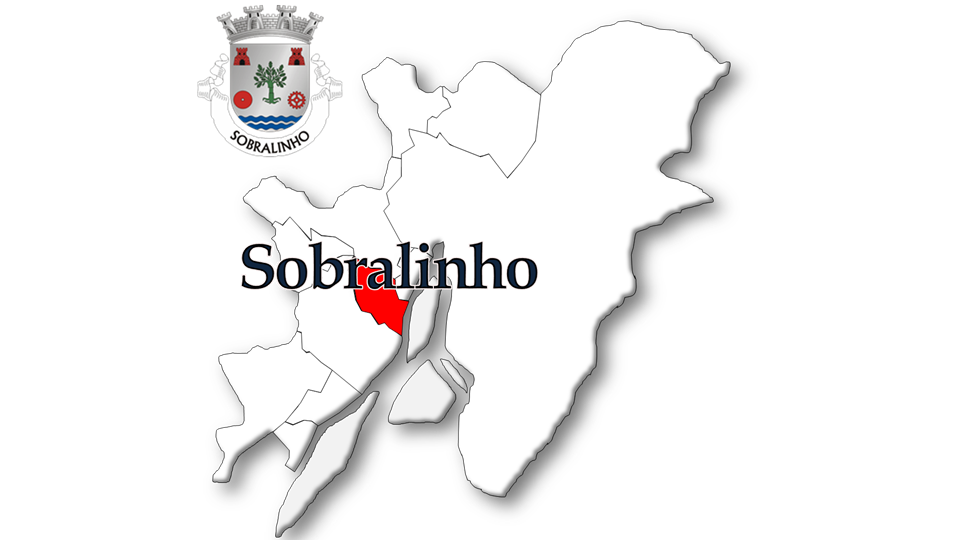
Localização da Freguesia do Sobralinho no município de Vila Franca de Xira

Sobralinho é uma vila portuguesa que foi sede da extinta Freguesia do Sobralinho do Município de Vila Franca de Xira, freguesia que tinha 4,61 km² de área e 5 050 habitantes (2011), tendo, assim, uma densidade populacional de 1 095,4 hab./km². 
A freguesia foi unida à Freguesia de Alverca do Ribatejo, formando a União das Freguesias de Alverca do Ribatejo e Sobralinho com sede em Alverca do Ribatejo.
A povoação de Sobralinho foi elevada à categoria de vila em 12 de Julho de 1997.
Tem por orago o Divino Espírito Santo.

## População

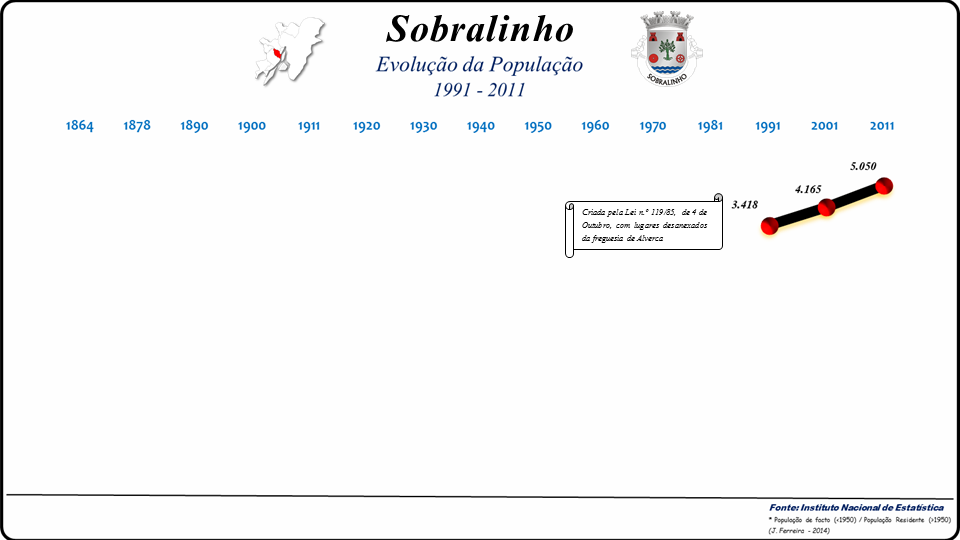
Evolução da População 1864 / 2011

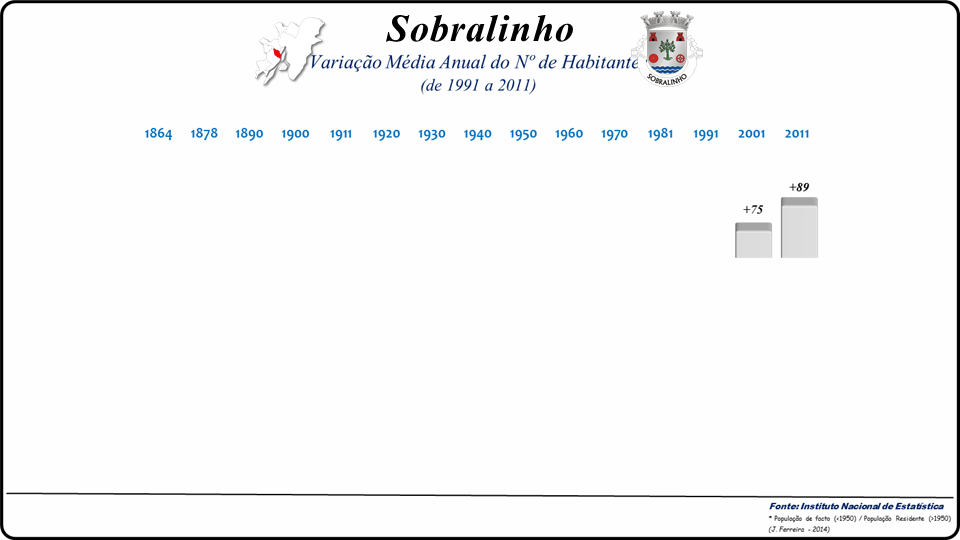
Variação da População 1864 / 2011

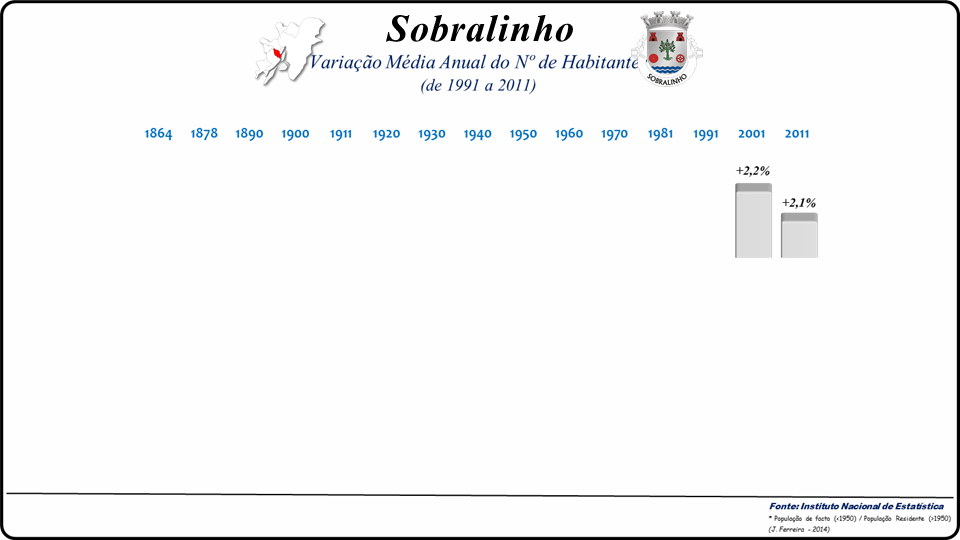
Variação da População 1864 / 2011

| População da freguesia de Sobralinho | População da freguesia de Sobralinho | População da freguesia de Sobralinho | População da freguesia de Sobralinho | População da freguesia de Sobralinho | População da freguesia de Sobralinho | População da freguesia de Sobralinho | População da freguesia de Sobralinho | População da freguesia de Sobralinho | População da freguesia de Sobralinho | População da freguesia de Sobralinho | População da freguesia de Sobralinho | População da freguesia de Sobralinho | População da freguesia de Sobralinho | População da freguesia de Sobralinho |
| ------------------------------------ | ------------------------------------ | ------------------------------------ | ------------------------------------ | ------------------------------------ | ------------------------------------ | ------------------------------------ | ------------------------------------ | ------------------------------------ | ------------------------------------ | ------------------------------------ | ------------------------------------ | ------------------------------------ | ------------------------------------ | ------------------------------------ |
| 1864                                 | 1878                                 | 1890                                 | 1900                                 | 1911                                 | 1920                                 | 1930                                 | 1940                                 | 1950                                 | 1960                                 | 1970                                 | 1981                                 | 1991                                 | 2001                                 | 2011                                 |
|                                      |                                      |                                      |                                      |                                      |                                      |                                      |                                      |                                      |                                      |                                      |                                      | 3 418                                | 4 165                                | 5 050                                |

; 
;
;